# ابن مضاء
أبو العباس، أحمد بن عبد الرحمن ابن محمد بن مضاء اللخمي القرطبي  (513 ـ 592 هـ/1116 ـ 1196م) ولد في قرطبة بالأندلس.  من علماء النحو، وله فيه آراء ومذاهب خالف فيها جميع النحويين، ارتحل إلى إشبيلية حيث ابن الرماك 541 هـ ليدرس عليه كتاب سيبويه، ثم هاجر في طلب الحديث إلى سبتة بالمغرب.

## عمله بالقضاء
انتهى المطاف به أن أصبح حجة في الفقه الظاهري، وهو مذهب دولة الموحدين الذين حكموا المغرب والأندلس (541 - 668هـ) فولوه أولاً قضاء فاس وبجاية، ثم ما لبث الأمير يوسف بن عبد المؤمن 580هـ أن جعله قاضي الجماعة في الدولة كلها، ويوسف هذا عُرف بتعصبه للمذهب الظاهري، وظل ابن مضاء في هذا المنصب إلى أن توفي في عهد الأمير يعقوب بن يوسف 595هـ

## ثورة على النحو
وذلك أنه وجد الأبحاث النحوية ـ كأبحاث الفقه ـ تتضخم بتقديرات وتأويلات وتعليلات وآراء لا حصر لها، فمضى يهاجمها في ثلاثة كتب، هي: المشرق في النحو، وتنزيه القرآن عما لا يليق بالبيان، والرد على النحاة وهذا الأخير هو الذي انتهى إلينا من آثاره، وقد أقيم الكتاب على أسس هي في الحقيقة انعكاسٌ لمذهب ابن مضاء في الفقه

## وفاته
توفي في عهد الأمير أبو يوسف يعقوب بن يوسف المنصور 595هـ.